# Philipp Renner (Abt)
Philipp Renner († 29. August 1512 in Schorndorf) war ein katholischer Priester, Benediktiner und Abt des Klosters St. Januarius in Murrhardt.

## Leben und Wirken
Philipp Renner entstammte einer Familie, die seit dem 15. Jahrhundert zur vornehmsten Schicht der württembergischen Ehrbarkeit gehörte. Die erste Erwähnung Renners als Prior des Klosters Murrhardt erfolgte am 10. September 1494. Bereits in dieser Zeit als Stellvertreter des Abtes Lorenz Gaul zeichnete er sich insbesondere durch Verschwendungssucht, einen Mangel an Initiative sowie fehlende Durchsetzungskraft aus. 
Zum Zeitpunkt seiner Wahl zum Abt um den Mai des Jahres 1509 war das Kloster Murrhardt durch Tatenlosigkeit, Schlamperei und Misswirtschaft derart heruntergekommen, dass die Lage existenzbedrohende Ausmaße angenommen hatte – alleine der jährliche Schuldzins, den die Abtei aufbringen musste, belief sich auf die für damalige Verhältnisse immense Summe von 1400 Gulden. Auch das geistliche Leben der Mönche war fast vollständig zum Erliegen gekommen – statt die nach der Klosterordnung vorgeschriebenen Gottesdienste abzuhalten, vergnügten sich die Mönche in den Wirtshäusern der Stadt. Eine von Herzog Ulrich von Württemberg und dem Würzburger Bischof Lorenz von Bibra gemeinsam eingesetzte Reformkommission kam 1510 gar zu dem vernichtenden Urteil, dass selbst Abt Renner keinerlei Kenntnis mehr vom Inhalt der Benediktinerregel hatte. 
Um einer, insbesondere von Ulrich gewünschten strengen Reform des klösterlichen Lebens zuvorzukommen, sandte Abt Renner 1509 eine aus dem Murrhardter Prior Wilhelm Kern und dem Dekan des Öhringer Stifts, Oswald Batzer, bestehende Gesandtschaft mit dem Vorschlag nach Rom zu Papst Julius II., das Murrhardter Kloster in ein Kollegiatstift umzuwandeln. Trotz der Zustimmung des Papstes zu diesem Unterfangen, scheiterte das Vorhaben der Murrhardter Delegation in beinahe schon grotesker Weise. Die päpstliche Seite ging, wohl aufgrund willentlicher Täuschung durch die Murrhardter Gesandten, davon aus, dass die Umwandlung des Klosters in ein Stift auf ausdrücklichen Wunsch des württembergischen Herzogs erfolgte – tatsächlich stand Ulrich einer solchen Umwandlung aber ablehnend gegenüber. Da die Ausfertigung der am 9. Juli 1509 ausgestellten päpstlichen Bulle einige Zeit in Anspruch nahm, verloren Prior Kern und Dekan Batzer ihr Ziel aus den Augen und gaben sich dem weltstädtischen Leben in vollen Zügen hin. Binnen kurzer Zeit waren die finanziellen Mittel der Delegation restlos aufgebraucht – um die Heimreise nach Murrhardt antreten zu können, waren die Gesandten gezwungen, die Bulle des Papstes beim Bankhaus Fugger zu verpfänden. Im August 1509 kehrten die beiden, ohne Bulle, nach Murrhardt zurück. Herzog Ulrich, ohnehin für sein cholerisches Temperament berüchtigt, ließ Prior Kern sofort nach der Rückkehr ergreifen und über zwei Jahre in der Festung Hohenasperg inhaftieren – Dekan Batzer konnte sich durch Flucht der Bestrafung entziehen. Die päpstliche Bulle wurde auf Befehl des Herzogs beim Bankhaus Fugger ausgelöst und jeder weitere Schritt zur Umwandlung des Klosters in ein weltliches Stift von Ulrich endgültig unterbunden. Stattdessen wurde umgehend die vom Herzog präferierte klösterliche Reform durchgeführt, vier Mönche aus der Abtei durch Lorcher Brüder ersetzt und der als besonders sittenstreng bekannte Mönch Oswald Binder zum neuen Prior der Abtei berufen. Da sich trotz dieser Maßnahmen keine Besserung einstellen wollte, wurde Renner, der zu dieser Zeit kaum mehr als arbeits- und zurechnungsfähig galt, von Herzog Ulrich zum Rücktritt gezwungen und der bisherige Konvent bis auf Binder und einen sehr alten Mönch finanziell abgefunden und aus dem Kloster verwiesen. Philipp Renner verzichtete im April des Jahres 1511 auf sein Amt und zog sich nach Schorndorf zurück, wo er am 29. August 1512 verstarb. Sein Nachfolger im Amt des Abtes wurde der bisherige Prior Oswald Binder.

## Sonstiges
Zu Renners Todestag und dem Ort seines Hinscheidens gibt lediglich das Lorcher Kalendarium nähere Informationen:
III K(a)l()endas Sept(embris) domius philippus abbas in murrhartt obiit 1512. Sub eo fuit reormatum monasterium per fratres assumptos de lorch 1510. Ipse resignaureat abbatiam et obiit in Schorndorf.
(Am 3. Tag vor den Kalenden des September 1512 starb Herr Philipp, Abt in Murrhardt. Unter ihm wurde 1510 das Kloster durch Mönche, die von Lorch aufgenommen wurden, reformiert. Er resignierte das Abtsamt und starb in Schorndorf).